# Zorientowana na tożsamość teoria i terapia psychotraumy Franza Rupperta
Zorientowana na tożsamość teoria i terapia psychotraumy Franza Rupperta (niem. Identitätsorientierte Psychotraumatheorie und -therapie nach Franz Ruppert) – teoria i jej podejście do wielopokoleniowej psychotraumatologii jest rozwijana przez monachijskiego psychoterapeutę i profesora psychologii Franza Rupperta. Teoria ta wyjaśnia symptomy zaburzeń psychicznych jako skutek różnorakich form straumatyzowania i stanowi podstawę rozwiniętej przez niego nowej metody interwencji psychoterapeutycznej. Franz Ruppert od 2016 roku nazywa to podejście zorientowaną na tożsamość teorią i terapią psychotraumy (niem. IopT). W związku z tym odnoszenie się do systemu oraz związków i relacji z innymi pozostaje sprawą drugorzędną, a nacisk jest kładziony na rozwój tożsamości człowieka, naturalnie w odniesieniu do związków (relacji) i przede wszystkim przywiązaniem do matki i ojca.

## Pojęcie traumy
Według Franza Rupperta trauma lub uraz psychiczny ma miejsce, gdy pod wpływem traumatyzującego wydarzenia w psychice człowieka można zauważyć długotrwałe rozszczepienie osobowości. Franz Ruppert rozróżnia formalnie cztery rodzaje Traumy:

### Trauma egzystencji
Trauma egzystencji powstaje poprzez zagrażającą życiu sytuację, w której to egzystencja człowieka zagrożonego potencjalnym niebezpieczeństwem zagłady, wywołuje uczucia bezsilności i bezradności. Najbardziej widocznym objawem jest strach przed śmiercią, który przejawia się symptomatycznie m.in. jako ataki paniki.

### Trauma straty
Trauma straty powstaje w wyniku straty lub rozstania z osobą, z którą mamy więź duchową. Najcięższą formą traumy straty jest wczesna utrata matki przez dziecko lub śmierć małego dziecka dla jego matki. Najbardziej charakterystycznym objawem traumy straty są długotrwałe stany depresyjne.

### Trauma przywiązania (trauma symbiotyczna, trauma miłości)
Trauma przywiązania powstaje wówczas, gdy człowiek żyjący w systemie przywiązania (rodzina, szkoła, praca), zostaje z niego wyłączony i odrzucony (niezaakceptowany). Może to być wynikiem np. mobbingu w klasie lub w pracy. Również wykluczenie z jakiejś społeczności mającej własne przekonania etniczne bądź religijne, może prowadzić do traumy przywiązania. Jako szczególna forma traumy przywiązania została przez F.Rupperta w 2010 roku wyodrębniona trauma symbiotyczna. Widzi on w niej pierwotną traumę człowieka, która powstaje poprzez frustrację wywołaną niezaspokojeniem dziecięcych potrzeb takich jak: kontakt cielesny, pożywienie, miłość, przynależenie, emocjonalne przywiązanie czy emocjonalne wsparcie. Dziecko wskutek egzystencjalnej zależności od swoich głównych opiekunów, czyli w pierwszej kolejności od swojej matki, doświadcza uczuć strachu przed śmiercią i zwątpienia, następnie wykazuje tendencję do poświęcania się i ekstremalnego wycofania się z życia. Według Rupperta te niepewne więzi i formy przywiązania, podążając za Johnem Bowlby i Mary Ainsworth (teoria przywiązania), są powiązane przede wszystkim z traumą symbiotyczną. Traumy symbiotyczne powstają i wynikają z kontaktu dziecka ze ztraumatyzowanymi rodzicami. Następstwa traumy przywiązania (więzi) są wielorakie. Obejmują one problemy z tożsamością, niestabilnością emocjonalną, nadużywaniem używek oraz uzależnieniami, strachem przed opuszczeniem i przede wszystkim problemy w związkach.

### Trauma systemu przywiązania (więzi)
Trauma systemu przywiązania (więzi) powstaje, gdy wskutek ciężkich i szokujących przeżyć w systemie związków przywiązania, cały system zostaje ztraumatyzowany. Ma to miejsce na przykład w przypadku morderstwa lub przemocy, gwałtu lub kazirodztwa w rodzinie. Przyczyną i podstawą do powstania traumy systemu przywiązania jest z reguły połączenia się w parę dwóch ztraumatyzowanych w swoim systemie przywiązania osób. Głównym objawem systemu traumy przywiązania jest rozszczepienie oprawca – ofiara u będących w tym systemie osób. Z czasem osoby te stają się zarówno ofiarami, jak i oprawcami. Trauma systemu przywiązania może się objawiać w formie psychozy czy schizofrenii.
Ten strukturalny model różnych rodzajów traumy Franz Ruppert uzupełnił obecnie wyrażeniem biografii traumy. Punktem wyjścia jest to, że dziecko, które było przez rodziców niechciane, cierpi na traumę tożsamości i aby móc przeżyć rozszczepia własne ja oraz własną wolę i dopasowuje się do oczekiwań swoich rodziców. To z kolei prowadzi do kolejnej traumy, traumy miłości. Rozszczepione w sobie dziecko zabiega o miłość rodziców, którzy ponieważ sami są ztraumatyzowani, również nie są sobą (tzn. nie mają zdrowego ja). W ten sposób powstają symbiotyczne uwikłania między rodzicami i dziećmi, w których nie ma upragnionej bliskości, bądź nie ma możliwości konstruktywnego wyodrębnienia i wykształcenia własnej osobowości. Ten niezaspokojony głód emocjonalnej i cielesnej bliskości, jest podłożem do powstania traumy seksualnej. Seksualność jest przez dorosłych wykorzystywana, aby zaspokoić poprzez kontakt seksualny z dzieckiem własne sfrustrowanie i niezaspokojone potrzeby bliskości i miłości, a dzieci tolerują to, ponieważ w ten sposób doświadczają odrobinę upragnionej bliskości i uwagi. W tym wszystkim dzieci nie mają nikogo, do kogo w razie potrzeby mogłyby się zwrócić, ponieważ otaczający je dorośli, wskutek własnej biografii traumy są ślepi na traumy. Wielorakie formy traum doprowadzają do tego, że wytwarzają się strategie przetrwania, poprzez które poszkodowani stają się oprawcami dla samych siebie, np. gdy okazują, jacy są silni, unikając okazywania własnych słabości. Biografia traumy osiąga swój szczyt, gdy ofiara staje się jednocześnie oprawcą wobec innych osób, które poprzez swoje działania i nie udzielanie im pomocy, traumatyzuje innych. W tym momencie oprawca traumatyzuje również samego siebie i ten fakt, swojej roli oprawcy, eliminuje poprzez rozszczepienie swojej osobowości uciekając w zaprzeczające jego roli oprawcy strategie przetrwania (np. To nie byłem ja. Ja jestem niesłusznie oskarżany. Ofiara jest sama sobie winna. itp.). Trauma bycia oprawcą wobec samego siebie pociąga najczęściej kolejnego oprawcę za sobą. W ten sposób zamyka się koło: ofiary pierwszej generacji stają się oprawcami drugiej generacji, itd.

## Model osobowości
Aby przeżyć skutki traumatyzującej nas sytuacji względnie całokształt własnej biografii traumy, według Rupperta konieczne jest blokowanie zdrowych struktur psychicznych poprzez rozszczepienie, tzn. odcięcie się od rzeczywistości poprzez: odrętwienie impulsów odruchów ciała, zaniknięcie odczuwania, zamrożenie uczuć bądź pustkę w głowie i dezorientację. Poprzez proces rozszczepienia powstają według Rupperta trzy różne części osobowość: część przetrwania, część ztraumatyzowana i zdrowa część osobowość.

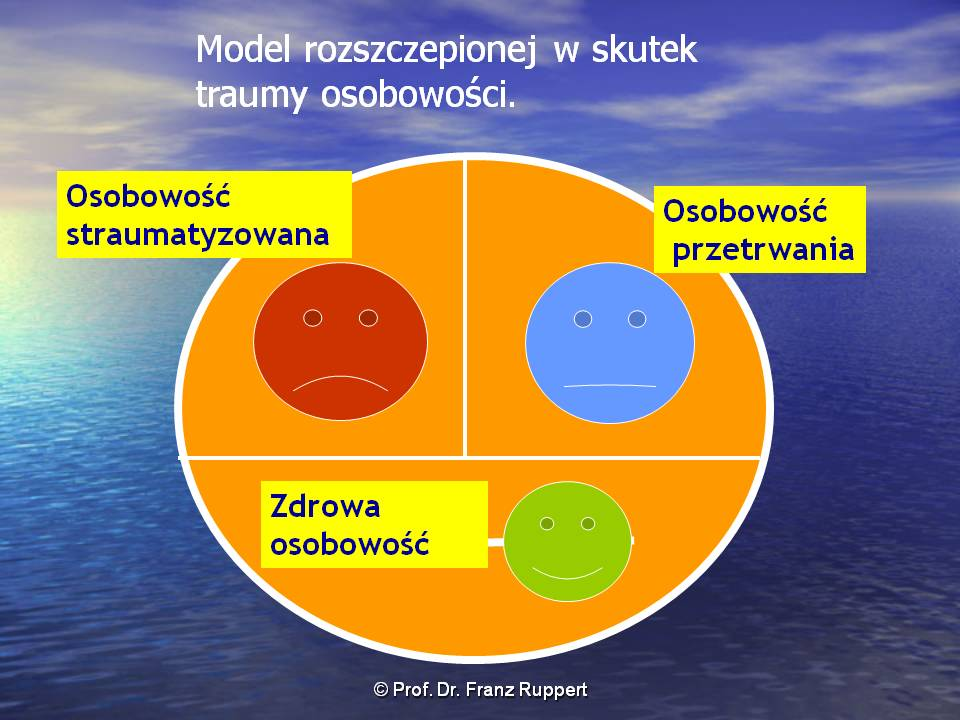

### Osobowość przetrwania (część służąca przetrwaniu)
Osobowość przetrwania jest mechanizmem obronnym psychiki, która w traumatyzującej sytuacji pomogła przeżyć. Tak jak wielki wpływ miała ta osobowości na ochronę przed traumatyzującą sytuacją, taką wielkość ma obecnie to, co stoi na drodze do jej uwolnienia, ponieważ ona wciąż to wydarzenie z przeszłości uważa za realne. Ztraumatyzowana osobowość rozwija dlatego różnorodne skomplikowane strategie, aby wyprzeć się ztraumatyzowanych części, które funkcjonują poprzez kontrolujące zachowanie, okłamywanie się i uzależnienia, albo poprzez uciekanie się do ezoterycznych doktryn uzdrawiających, kończąc na brutalnych represjach wobec innych osób.

### Ztraumatyzowana osobowość
W zależności od rodzaju traumy, ztraumatyzowana osobowość nosi w sobie uczucia bezsilności, bezradności, strachu i bólu, z którymi w sytuacji zagrożenia nie była w stanie uporać się i dlatego osobowość musiała się rozszczepić. Ta część wywołuje nieświadome konflikty i powtarza sytuacje, które przypominają tą, która nas ztraumatyzowała. Manifestuje się ona w postaci ataków paniki, nagłych napadów złości i krótkich, ale najczęściej gwałtownych napadów płaczu. Symptomy i objawy w naszym ciele, też są przejawem tej części osobowości.

### Zdrowa osobowość
Ruppert wymienia w następującej kolejności cechy, którymi charakteryzuje się ta osobowość: wola dowiedzenia się prawdy i jasność co do danej sytuacji, życzenie sobie zdrowych związków, odpowiedzialność za samego siebie, realna ocena rzeczywistości, silna wola, gotowość do zaakceptowania traumatycznych doświadczeń. Jego lista obejmuje jeszcze inne cechy, jednak nie można ich uznać za wyczerpujące, ponadto zaprasza osoby profesjonalnie pracujące oraz swoich klientów do tworzenia własnych list takich cech. Tylko z pomocą zdrowej części osobowości ztraumatyzowane uczucia mogą zostać zintegrowane przez daną osobę.

### Rodzaje związków
W związku między dwoma osobami według Rupperta istotne jest, które części ich osobowości wzajemnie na siebie reagują (oddziaływają). Tak jest na przykład w interakcji z terapeutą. Odpowiedzialnością terapeuty jest działanie za pomocą zdrowych części jego osobowości. Jeżeli dwie osoby oddziaływają na siebie wzajemnie swoimi osobowościami przetrwania bądź ztraumatyzowanymi częściami osobowości, ich relacje mają tendencję do eskalacji i są problematyczne.

### Podstawy terapii
Głównym celem psychoterapii w rozumieniu zorientowanej na tożsamość teorii psychotraumy (niem. IoPT) jest przezwyciężenie rozszczepienia osobowości. Do tego są niezbędne w zasadzie trzy procesy:
- wycofanie się ze strategii przetrwania, aby zdrowe części osobowości otrzymały więcej miejsca w życiu,
- wzmocnienie zdrowych części osobowości, przede wszystkim zbudowanie stabilnego ja i własnej woli,
- stopniowe połączenie i zintegrowanie zdrowych i ztraumatyzowanych części osobowości, w pewnym sensie stają się one równorzędnymi osobowościami.

W zależności od rodzaju leżącej u podłoża traumy, w terapii musi zostać uwzględniona różnorakość dynamiki psychiki.

## Praca z intencją i ustawieniami tożsamości
W 1995 roku Franz Ruppert zaczął zbierać doświadczenia z ustawieniami rodzinnymi. W 1998 roku stwierdził, że ta metoda jest w stanie ukazać traumę, ale nie jest wystarczająca, aby traumę uzdrowić. Na podstawie swojego modelu rozszczepienia osobowości rozwinął on metodę ustawień traumy. Używana i preferowana przez niego od 2009 roku metoda ustawień, nazywana ustawieniami intencji, kładła nacisk na to, aby osoba ustawiająca sama decydowała czym pragnie się zająć.

### Przebieg
Terapia ma miejsce w grupach podczas dwu lub trzydniowych seminariów albo w pojedynczych sesjach terapeutycznych. Osoba ustawiająca przedstawia swoją aktualną sytuację, a następnie jest przez terapeutę proszona o sformułowanie swojej intencji. W tej intencji pokazuje się, w jakim stopniu rozwoju znajduje się ta osoba i jaki następny krok jest dla niej możliwy. Tę intencję zapisuje ustawiający na tablicy, tak aby była ona możliwie dla wszystkich widoczna.
Następnie ustawiający wybiera jedną osobę z grupy – w indywidualnej sesji może to być terapeuta – aby reprezentowała jedno ze słów w jego intencji i prosi tę osobę aby weszła w rezonans z tym słowem. W tym momencie zaczyna się proces wymiany między tymi osobami. Jeśli ustawiający zebrał już wystarczająco dużo informacji, które mu osoba będąca w rezonansie ze słowem przekazała, wybiera on kolejne słowo z jego intencji itd. Podczas ustawienia osoby będące w rezonansie są wolne w wyrażaniu uczuć, myśli i odczuć. Każda interakcja jest dozwolona poza przemocą, sexualnymi nadużyciami, czy niszczeniem mienia, te są niedozwolone.
Terapeuta towarzyszy i obserwuje ustawienie tak długo, jak uważa swoją interwencję za konieczną i pomocną. Wspomaga równocześnie osobę ustawiającą, aby otrzymała jasność i obraz swoich wewnętrznych struktur psychicznych, rozpoznała swoje strategie przetrwania, aby móc się bardziej ze swoją zdrową osobowością móc coraz bardziej połączyć. Ważne jest, aby klient na koniec procesu też sam był zadowolony z wyniku własnego procesu. Istotne jest również, aby terapeuta przestrzegł klienta przed możliwością zretraumatyzowania. Do tego niezbędne jest wykształcenie terapeuty w Zorientowanej na Tożsamość teorii i terapii psychotraumy.

## Literatura
Język polski:
- Franz Ruppert: Symbioza i autonomia. Trauma symbiotyczna i miłość bez uwikłań. Wydawnictwo Czarna Owca 2012, ISBN 978-83-7554-319-3
- Franz Ruppert i inni: Wczesna trauma. Rozpoznawanie i uwalnianie. Wydawnictwo Virgo, 2016

Język niemiecki:
- Franz Ruppert: Berufliche Beziehungswelten. Carl –Auer-Systeme Verlag, Heidelberg 2001.
- Franz Ruppert: Verwirrte Seelen: Der verborgene Sinn von Psychosen. Kösel Verlag, München 2003.
- Franz Ruppert: Trauma, Bindung und Familienstellen. Klett-Cotta Verlag, Stuttgart 2005.
- Franz Ruppert: Seelische Spaltung und innere Heilung. Klett-Cotta Verlag, Stuttgart 2007.
- Franz Ruppert: Symbiose und Autonomie. Symbiosetrauma und Liebe jenseits von Verstrickungen. Klett-Cotta Verlag, Stuttgart 2010.
- Franz Ruppert: Trauma, Angst und Liebe. Unterwegs zu gesunder Eigenständigkeit und wie Aufstellungen debei helfen. Kösel Verlaf, München 2012
- Franz Ruppert at al: Frühes Trauma. Schwangerschaft, Geburt und erste Lebensjahre. Klett-Cotta Verlag, Stuttgart 2014
- Franz Ruppert & Harald Banzhaf (Hg.) (2017). Mein Körper, mein Trauma und Ich. Anliegen aufstellen, aus der Traumabiographie aussteigen. München: Kösel Verlag (w przygotowaniu)